# 斯科特·威爾士

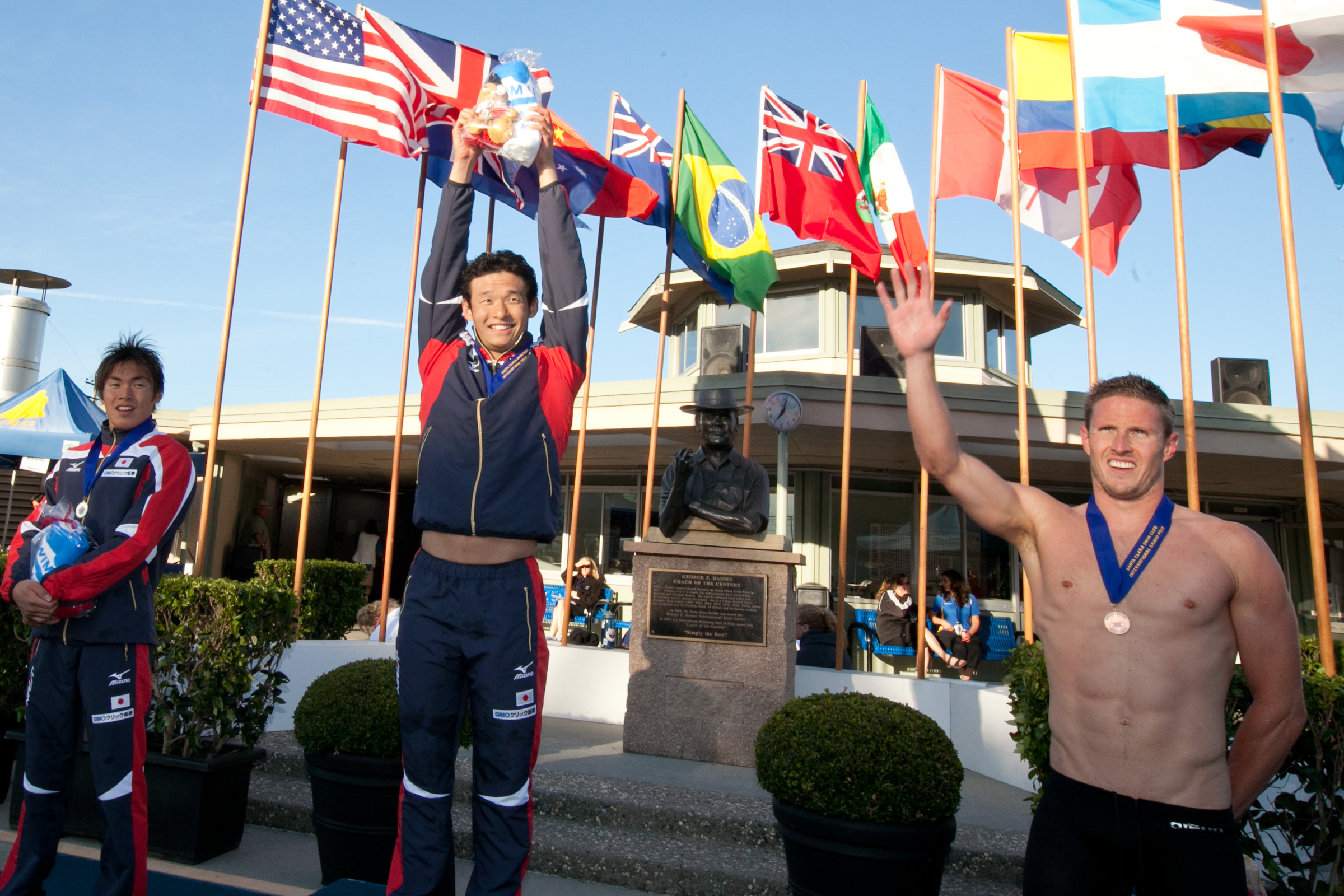
圖中右一為 Scott Weltz

斯科特·威爾士（英語：Scott Weltz；1987年3月19日—）是一位美國游泳運動員。他擅長蛙泳項目。他代表美國參加了2012年倫敦奧運會，並且他在倫敦奧運會200米蛙泳的比賽上獲得了第五名的成績。